# Асахифудзи Сэйя
Асахифудзи Сэйя (яп. 旭富士 正也, настоящее имя Сэйя Сугиномори, род. 6 июля 1960, Кидзукури (ныне часть Цугару), префектура Аомори, Япония) — японский профессиональный борец сумо, 63-й ёкодзуна в истории.

## Карьера
Сэйя Сугиномори родился в семье борца сумо, выступавшего на любительском региональном уровне, и начал заниматься японской национальной борьбой с 10-летнего возраста. Поступил в университет Кинки и стал заниматься в местном клубе сумо, но испытывал трудности с адаптацией к принятой в клубе иерархии и впоследствии ушёл из университета. Получил приглашение от главы школы Осима бывшего одзэки Асахикуни, убедившего Сугиномори, что в такой небольшой хэя без сэкитори, какой являлась в то время Осима, он вряд ли столкнётся с проблемами иерархии. После дебюта в январе 1981 года быстро прогрессировал и уже в марте 1982 года получил статус сэкитори. В 1983 году поднялся в верхний дивизион макуути. В дальнейшем его прогресс замедлился из-за недостаточного веса, а попытки набора веса привели к хроническому панкреатиту. Тем не менее, в 1987 году Асахифудзи получил прёмию гино-сё (за техническое совершенство) на трёх басё подряд и получил звание одзэки. В январе 1988 года выиграл свой первый Кубок Императора, победив в решающей схватке Тиёнофудзи, и на протяжении всего 1988 и первой половины 1989 года показывал отличные результаты, оказываясь на большинстве басё вторым после победителя или проигрывая ему в дополнительных схватках. Несмотря на это, Асахифудзи не был представлен к получению титула ёкодзуна (по правилам, для этого необходимо выиграть два басё подряд или показать сопоставимый результат). Возможно, причиной был недавний скандал с Футахагуро, ставшим единственным ёкодзуной, не выигравшим ни одного Кубка и в конце 1987 года изгнанным из сумо за ссору с ояката (тренером). В середине 1989 года результаты Асахифудзи снова ухудшились из-за болезни.
В мае и июле следующего года Асахифудзи, наконец, смог выиграть два басё подряд и в сентябре выступил в звании ёкодзуны. В мае 1991 года выиграл свой четвёртый кубок, дважды победив Конисики в заключительный день басё: в регулярной схватке и в дополнительной за звание победителя. Однако этот кубок оказался и последним: очередное обострение панкреатита вновь привело к ухудшению результатов, и в январе 1992 года Асахифудзи, проиграв три схватки на старте турнира Акэбоно, Акиносиме и Вакаханаде, принял решение завершить карьеру. Асахифудзи был действующим ёкодзуной на протяжении всего 9 басё — это один из самых коротких сроков в истории сумо.
После отставки работал в школе Осима младшим ояката, пользуясь временной лицензией, положенной ему как ёкодзуне. В дальнейшем возглавил хэя Адзигава, а в 2007 году сменил лицензию и название хэя на Исэгахама. Его «комната» является одной из сильнейших школ в современном[когда?] мире сумо. Лучшими борцами школы были ёкодзуны Харумафудзи, завершивший карьеру в ноябре 2017 года, и Тэрунофудзи, завершивший карьеру в январе 2025 года. Среди прочих борцов школы можно отметить экс-сэкивакэ Такарафудзи и племянника Асахифудзи — экс-сэкивакэ Аминисики.
В октябре 2021 года состоялась торжественная церемония канрэки дохё-ири в ознаменование 60-летнего юбилея Асахифудзи. Первоначально она должна была пройти в мае 2020 года, но была отложена из-за эпидемии коронавируса.

## Статистика выступлений
| Год в сумо | Январь Хацу басё, Токио         | Март Хару басё, Осака      | Май Нацу басё, Токио       | Июль Нагоя басё, Нагоя    | Сентябрь Аки басё, Токио    | Ноябрь Кюсю басё, Фукуока                      |
| --- | ------------------------------- | -------------------------- | -------------------------- | ------------------------- | --------------------------- | ---------------------------------------------- |
| 1981 | (Маэдзумо)                      | Дзёнокути #27 запада 7–0   | Дзёнидан #44 востока 6–1   | Сандаммэ #77 запада 7–0–P | Макусита #60 востока 4–3    | Макусита #47 запада 7–0                        |
| 1982 | Макусита #2 востока 5–2         | Дзюрё #10 запада 9–6       | Дзюрё #6 запада 6–9        | Дзюрё #8 запада 9–6       | Дзюрё #4 востока 7–8        | Дзюрё #6 запада 9–6                            |
| 1983 | Дзюрё #1 востока 10–5           | Маэгасира #10 запада 8–7   | Маэгасира #4 востока 4–11  | Маэгасира #11 востока 9–6 | Маэгасира #5 запада 8–7     | Комусуби запада 6–9                            |
| 1984 | Маэгасира #4 востока 1–3–11     | Маэгасира #14 востока 9–6  | Маэгасира #6 востока 8–7   | Маэгасира #2 запада 8–7 ★ | Комусуби запада 5–10        | Маэгасира #5 востока 11–4 Д                    |
| 1985 | Комусуби востока 7–8            | Маэгасира #1 востока 9–6 Т | Комусуби востока 8–7       | Комусуби востока 5–10     | Маэгасира #2 востока 10–5 Т | Комусуби востока 8–7                           |
| 1986 | Сэкивакэ запада 11–4 В          | Сэкивакэ востока 7–8       | Комусуби запада 10–5 В     | Сэкивакэ запада 4–11      | Маэгасира #2 востока 8–7 ★  | Комусуби запада 7–8                            |
| 1987 | Маэгасира #1 востока 8–7        | Сэкивакэ запада 10–5       | Сэкивакэ запада 10–5 Т     | Сэкивакэ востока 11–4 Т   | Сэкивакэ востока 12–3 ТД    | Одзэки запада 11–4                             |
| 1988 | Одзэки востока 14–1             | Одзэки востока 12–3        | Одзэки востока 12–3        | Одзэки востока 11–4       | Одзэки востока 12–3         | Одзэки востока 12–3                            |
| 1989 | Одзэки востока 14–1–P           | Одзэки востока 13–2        | Одзэки востока 13–2–P      | Одзэки востока 8–7        | Одзэки запада 9–6           | Одзэки запада 8–7                              |
| 1990 | Одзэки запада 9–6               | Одзэки #2 запада 8–7       | Одзэки #2 запада 14–1      | Одзэки востока 14–1       | Ёкодзуна запада 13–2        | Ёкодзуна запада 12–3                           |
| 1991 | Ёкодзуна запада 11–4            | Ёкодзуна запада 11–4       | Ёкодзуна #2 востока 14–1–P | Ёкодзуна востока 8–7      | Ёкодзуна запада 2–4–9       | Ёкодзуна востока Пропустил из-за травмы 0–0–15 |
| 1992 | Ёкодзуна запада Отставка 0–4–11 | x                          | x                          | x                         | x                           | x                                              |
| Результат приведен как победил-проиграл-снялся Победа Малый кубок Отставка Не выступал в макуути Специальные призы: Д=За боевой дух (Канто-сё); В=За выдающееся выступление (Сюкун-сё); Т=За техническое совершество (Гино-сё) Ещё показаны: ★=Кимбоси; P=Участие в дополнительном финале Лиги: Макуути — Дзюрё — Макусита — Сандаммэ — Дзёнидан — Дзёнокути Ранги макуути: Ёкодзуна — Одзэки — Сэкивакэ — Комусуби — Маэгасира |                                 |                            |                            |                           |                             |                                                |

## Награды
- Орден Полярной звезды (2025 год, Монголия)[2]